# Tuxtla Gutiérrez
Tuxtla Gutiérrez è la capitale del Chiapas, lo Stato più meridionale del Messico.

## Origini del nome
Il nome della città è composto: Tuxtla deriva da tuchtlan, che in lingua nahuatl significa "dove abbondano i conigli"; Gutiérrez invece è stato aggiunto in onore di Joaquín Miguel Gutiérrez, che all'inizio dell'Ottocento riuscì a impedire che la città venisse annessa al Guatemala.

## Sport

### Automobilismo
Tuxtla Gutiérrez divenne celeberrima in tutto il mondo, negli anni cinquanta, per essere la località di arrivo o di partenza della Carrera Panamericana.

### Calcio
La città in passato era rappresentata dal Chiapas Fútbol Club.